# Coc ràpid
El coc ràpid és un tipus de postres en forma de coca, típica dels Ports de Morella, el Baix Maestrat, les Terres de l'Ebre i parts del Camp de Tarragona. És habitual la seva preparació per la festivitat del Corpus.

## Elaboració
Cal afegir la vainilla i la mantega a la mescla inicial de la massa i fer-ne un batut que arribe a la vora de la caldera. S'ha de mantindre la batedora en marxa lenta i incorporar la mantega, suaument, fins que quede ben mesclada.
Es cou al forn en una llanda de 30 x 20 cm a una temperatura de 210 °C durant 4 minuts. Les coquetes han de tindre 12 cm de diàmetre.

## Ingredients
Per a elaborar-ne un, calen els següents ingredients:
- Mantega de vaca
- Sucre
- Farina
- Llevat
- Sal
- Ous
- Vainilla